# Куценко Дмитро Олександрович
Дмитро́ Олекса́ндрович Куце́нко — молодший сержант Збройних сил України, учасник російсько-української війни, що відзначився у ході російського вторгнення в Україну. Герой України (2024).

## Життєпис
З 2014 року брав участь в АТО на сході України у складі добровольчих батальйонів; протягом 2015—2027 рр. та 2019—2023 рр. служив за контрактом у ЗСУ.
Під час російського вторгнення в Україну служив у складі 93-ї окремої механізованої бригади «Холодний Яр». Початок російського вторгнення застав поблизу Охтирки, де у складі 1-ї механізованої роти воював проти росіян. У ході боїв знищено значну кількість живої сили противника та техніки. Також захоплено чимало ворожої техніки. Наприкінці березня 2022 підрозділ, в якому служив Д. Куценко, брав участь в обороні м. Ізюм на Харківщині. Згодом брав участь у боях за Бахмут. Зранку 24 березня 2023 року в Бахмуті потрапив під авіаудар, від якого завалилась багатоповерхівка, в якій перебував Дмитро з побратимами. Протягом 33 годин боєць перебував під завалами, звідки був звільнений. Внаслідок травм, яких зазнав, втратив обидві ноги.

## Нагороди
- Звання Герой України з врученням ордена «Золота Зірка» (24 лютого 2024) — за особисту мужність і героїзм, виявлені у захисті державного суверенітету та територіальної цілісності України, самовіддане служіння Українському народові[2].
- Орден «За мужність» III ступеня (24 березня 2023) — за оособистий внесок у захист державного суверенітету та територіальної цілісності України, самовіддане виконання військового обов'язку та високий професіоналізм[3].